# フランチェスカ (ハートビット)
フランチェスカ（francesca）は、ハートビットによるキャラクターコンテンツ、並びにそれを原作としたテレビアニメ。
北海道発のアンデッド系ご当地アイドルの設定として、萌えキャラクター文化を通して北海道ブランドに付加価値をつけるコンセプトのもとで生まれた。2012年9月20日に東京ゲームショウのハートビットブースにて初披露され、活動を開始した。
なお、開発元である株式会社ハートビットは2018年4月をもって自己破産し、その後テレビアニメ版については製作委員会に参画していたアミューズに版権を移し配信を継続している。

## キャラクター

### 主要人物
フランチェスカ（Francesca）
声 - 牧野由依
本作の主人公。歌って踊れるアンデッド系アイドル。大きなピンク色のサイドテールに、ゴスロリドレスと左目の眼帯が特徴的。
基本的には何も考えていない天然な女の子。普通の人間には不可能な動きも平気だが、あまり無理をすると体がバラバラになる。しかしすぐにくっつくので大丈夫。「脳みそ」は旅に出て不在で記憶喪失状態だが、あまり気にしていない。いつも腹ペコで、食べ物が目の前にあると我慢できない。
1話で初登場した時点では妖精（負の感情）を欠いた状態であり、さらに羊蹄山山頂で落雷に遭ったことで「脳みそ」が逐電逃亡した。その後は、カニミソや月寒あんぱんなどが脳みその代用品として機能しているようである。
円山動物園にいた白い熊から大いなる力を貰うが、それは「守ろうとする勇気」であった。土方が暴走した際にエクソシストが保管していた「脳みそ」を頭に戻し復活するが、その後再び「脳みそ」が飛び出している。
18話ではかつてナンマラシバレルネェ王国の王女だったことが判明する。
妖精と合体したことで徐々に負の感情に支配されていき、フラン犬が消滅したことで完全に「闇色」の人格が覚醒、さらに脳みそと合体して完全体となった。しかし闇色のフランチェスカと分離し土方の協力もあり倒すことに成功するが、その再来を予見しそれを阻止するために異次元ゲートに飛び込んで行き、眼帯で封印していた片目の力を解放することにより異次元ゲートを完全に封鎖し消息不明となる。
脳みそ声 - 内藤有海
フランチェスカの脳であり、手足と目と口があり、簡単な言葉を話す。フランチェスカの頭が開くと逃亡し、放浪の旅を始める。意外と耐久力があり踏まれても大丈夫。
妖精声 - 牧野由依
フランチェスカの7体の分身で、胸に空いているハート形の穴に収まっていた。その正体は、フランチェスカの負の感情（妬み・貪欲・狡猾・怠惰・傲慢・蔑み・憎しみ）そのものであり、「脳みそ」と共に「闇色」の人格が目覚めるための鍵でもある。
闇色のフランチェスカ声 - 牧野由依
フランチェスカの中に眠るもう一つの人格で「脳みそ」と「7体の妖精」の二つと合体する事で完全に覚醒する。普段の彼女とは正反対の凶暴な性格であり、土方歳三を赤子扱いするほど強大な力を持つ。自分こそが完全体でありオリジナルと言い放つが、分離した今のフランチェスカに倒され異次元に消える。
しかし「脳みそ」だけでも凶暴なフランチェスカになる事がある。「寝起きが悪い」というのである程度は説明はつくが、12話はなぜか寝起きや復活したばかりという状況でもないのに「脳みそ」を入れただけで凶暴化している。「脳みそ」を入れて凶暴化するケースと下の天使のような人格になるケースは何が違うのか不明である。
天使のような人格のフランチェスカ声 - 牧野由依
脳はあるが妖精を欠いている状態のフランチェスカであり、ラジオドラマやアニメ13話、22話などで描写されている。義経の言葉によると「神々しい」、啄木の言葉によると「天使」とまで評された。真面目な性格で非常に高貴な物腰と丁寧な言葉使いをするが優しさ・暖かさも兼ね備えている。ただし「やっておしまい」というような女王然とした強い言葉も使う。戦闘能力も非常に高く屯田兵の親玉を簡単に倒してしまう。義経を助けたり、明治期の登場人物たちを励ましたり、メッセージを伝えたりしていた。
ラジオドラマでの活躍
「言いそびれた大切な事」を伝えるために過去に戻る力を持った詩を石川啄木に託す。それに気づいた啄木が現代が明治40年の彼女に会いに行くが、過去の石川啄木を慰めている最中に未来の石川啄木が現れたのに混乱し、黒幕の雷の直撃を受けてこの時代でも脳が逃亡してしまう。しかし、最後は啄木たちの協力もあり、脳を取り戻しストーンサークルに現れた屯田兵たちを全滅させる。
エクソシスト（Exorcist）
声 - 田野アサミ
フランチェスカをいつも追いかけまわしている少女。
性格はわがままで天真爛漫。過剰ないたずらでフランチェスカを追いかけ回すも、あまり相手にされないので悔しい思いをしている。フラン犬が天敵。
アニメ版では北海道の職員で、北海道生活安全怨霊撲滅課・通称アンデッド対策課の課長として北海道内のアンデッド監視や退治を行う。持っている棺桶にさまざまな道具を収納している。なお、彼女が所持しているガトリングガンの弾丸は対アンデッド仕様特別弾であり、人間には無効である。当初啄木には敵という認識だったが助けられたことを機に恋してしまう。
なお彼女には「アンデッド課の頭脳と努力の結集を思いしるがいい」という掛け声と共にホイッスルで羊の大群を呼び出して突撃させるという攻撃方法がある。その能力はフランチェスカたちアンデッド8人と1匹をぶっ飛ばすほど、22話でも登場し屯田兵たちをぶっ飛ばしている。
フランチェスカが消えた後は彼女が生きている事を信じ「必ずお前を見つけ出してみせる」と誓う。
ラジオドラマでの活躍
直接は登場しないが石川啄木にフランチェスカ捜索のためのそれなりの調査費用を与えたことが啄木によって語られる。
フラン犬（ふらんけん）
声 - 池添朋文
フランチェスカといつも一緒にいる雄犬。
いつも自由に動きまわり、基本的には本能の赴くまま行動しており好きなことは「食う」「寝る」「遊ぶ」。捨てられていたところを拾ってくれたフランチェスカには懐いているようだが、たまにスキンシップで噛みつくこともある。エクソシストを見ると追いかけずにはいられない。一度消滅するも、最後に蘇る。
札幌時計台から現れた異次元リーダーは、別の世界からきたもう一匹のフラン犬。
ラジオドラマでの活躍
ストーンサークルで骨付き肉の配置に石を並べた所、出現しフランチェスカと再会する。「ナンマラシパレルネェ王国のお守り」によって秘密の力が解放され、分離してフランチェスカを強化する鎧のようなものになる。特に口からはビームを発射する。フランチェスカの言葉によると「コスモを感じる」とかで聖闘士星矢のパロディのようなものらしい。
クラーク博士（くらーくはかせ）
声 - 浦山迅
北海道の危機を察知し、フランチェスカを復活させた博士。普段は銅像として羊ヶ丘展望台に居り、活動時もそのままの姿である。決める時は決めるダンディだが、普段は結構緩く、意外と大雑把な性格。新渡戸からは先生と呼ばれているものの、日々信頼を失っている。好物はカレー。
銅像であるためか、第17話で温泉に浸かった際は身体が溶けて崩れてしまい、第18話で復活した際も一部柔らかくなったままだった。
妖精探索中に性格が豹変、相馬を圧倒する実力を見せ、フランチェスカを完全体にするように暗躍する。が覚醒後に羊の大群に踏まれ元に戻る。
モデルは札幌農学校（北海道大学の前身）で初代教頭を務めたウィリアム・スミス・クラーク。
新渡戸 稲造（にとべ いなぞう）
声 - 浜田賢二
クラーク博士の弟子。基本的に温厚だが、通常時でも腕っ節はかなり強い。キレると体が倍以上に膨らみ、怪力を発揮する。何故か示現流（薩摩藩の古流剣術）の使い手で、屯田兵との戦闘でも相手を一刀両断するなど活躍を見せる。話を追うごとに新渡戸のクラークの評価が下がっている。
フランチェスカが消えた後は新渡戸、フラン犬と共にフランチェスカを見つけ出す旅に出発する。
モデルはそのまま新渡戸稲造。史実の新渡戸は陸奥国岩手郡（現在の岩手県盛岡市）の出身であり、15歳で農学校の2期生として入学した。クラークとの面識はなかったものの、その教えに強い影響を受けている。本作では史実とは全く異なったキャラとなっており、史実では特に武術に優れていたわけではない。
フランチェスカが消えた後はクラーク、フラン犬と共にフランチェスカを探し出す旅に出発する。
石川 啄木（いしかわ たくぼく）
声 - 杉山紀彰
天才詩人。お金にだらしなく女好きな、基本的にダメ人間な性格で超トラブルメーカー。通称・エロメガネ。落雷の拍子で千恵子・小奴と共にアンデッドとして現代に蘇った。
智恵子、小奴を追いまわしながら、他の女の子にもすきあらばちょっかいを出そうとする。所持している筆は特別な力を持っており、これで「滅」と書き記すことで屯田兵を消滅させることができる。
戦いで傷を負い倒れた後一時失踪するが、謎の城で再会した際にはフランチェスカの正体を知り完全体復活を阻止するために新撰組に加担する。生前フランチェスカに出会っており完全体を抑えるための詩を託されており、「一握の砂」の一節を唱え消滅するも、最後に蘇る。
フランチェスカが消えた後は橘智恵子、小奴と共にフランチェスカを見つけ出す旅に出発する。
モデルは明治時代の歌人・石川啄木。
ラジオドラマでの活躍
エクソシストにフランチェスカ捜索を託され、フランチェスカから託された手帳の歌に明治40年に戻る効力を発見し、何度もタイムスリップした。そしてストーンサークルの秘密を発見し、そこで屯田兵たちの襲撃に会うがフランチェスカを手助けし屯田兵たちを全滅させる。現代に帰ってきた彼は死の直前にもフランチェスカに会っていたことに気づく。
小奴（こやっこ）
声 - 工藤沙貴
芸者の少女。いまどきの女の子風で天真爛漫な性格だが、時折腹黒い表情を浮かべる。
食べ物につられやすいフランチェスカを煽っては智恵子に叱られることが多い。フランチェスカのことは「フランちゃん」と呼び、いい友達だと思っている。また、智恵子のことはやや羨みながらもいいお姉さんだと思っている。
最終決戦で傷ついた啄木を支え共に消滅するも、最後に蘇る。
モデルは釧路の芸妓で、石川啄木の愛人だったとされる近江ジン。
ラジオドラマでの活躍
石川啄木と共に過去に何度もタイムスリップした。そして自分が過去に啄木に捨てられたときに「幸せが去った」と絶望しかけるが、その時に現れたフランチェスカに励まされたことに気づき、自分の石川啄木に対する気持ちを再認識させた。
橘 智恵子（たちばな ちえこ）
声 - 井澤佳の実
気丈で真面目な女教師。厳しくクールな印象を受けるが、根はやさしい。かなりのツンデレ気質だが、デレることは皆無に等しい。読書が趣味で、子供向けから大人向けまで幅広く読み漁っている。
フランチェスカや小奴に手を焼きながらも、妹のように可愛がっている。新撰組に対しても物おじせず、逆に土方を叱りつけてタジタジにさせることもある。
最終決戦で傷ついた啄木を支え共に消滅するも、最後に蘇る。
モデルは石川啄木が函館で教員をしていた時代に片思いをしていたとされる橘智恵子。
ラジオドラマでの活躍
　石川啄木と共に過去に何度もタイムスリップする。そして病身でなおかつ啄木に捨てられた過去の自分に「啄木に入れ込むな」と忠告したりしたが、過去の智恵子がフランチェスカに励まされ「ナンマラシバレルネェ王国のお守り」を貰っていた事を話され、啄木への気持ちを再認識する。そしてそのお守りを小奴と共に力を解放して屯田兵に襲われるフランチェスカを強化させて助けた。

### 新撰組
石川啄木のヘマによって碧血碑から抜け出し、EZO共和国の復活のために北海道侵略を目論む。
土方 歳三（ひじかた としぞう）
声 - 高橋広樹
新撰組のリーダー格で、鬼の副長とも言われる。一途で頑固な熱血硬派で、自分の信念は決して曲げない。
面倒見もよく隊士からの信頼も厚いが、少々自惚れ気味で自信過剰な部分もあり、言葉遣いの語尾が不自然になることがある。やると決めたら徹底的にやるタイプで、何事も全力で突っ込んでいく。一方で乗り物に弱い一面もあり、函館から札幌に向かう列車の車中では乗り物酔いを起こして倒れ、開陽丸に乗ってフランチェスカを倒しに小樽に向かった際も戦闘不能になるほどのひどい船酔いを起こすほどであった。
北海道神宮に封印されていたモノでヒグマの着ぐるみを着ることで邪悪なる力に取り込まれ暴走するが、フランチェスカによって開放される。額に超鬼の字が現れるようになってからは頭突きで攻撃する。最終決戦の最中に兼定は折られてしまうが仲間の死を糧にスーパー兼定へパワーアップ、額の文字も爆鬼に変わりクマスーツの際に使用した新巻鮭武器も剣に変化した。最終決戦で闇色のフランチェスカを止めつつ、フランチェスカに今のお前が本当のお前だと言い残し消滅するも、最後に蘇る。
剣や銃の扱いに長けており、その実力は普段のフランチェスカともいい勝負だが、（年上の）女性には弱く、智恵子の説教には逆らえない。
フランチェスカとは、別の次元の過去に起こった出来事を引きずっており、生前の記憶を断片的に思い出すことがあるが、他の隊員には悟られないようにしている。
フランチェスカが消えた後は新撰組のメンバー、屯田兵と共にフランチェスカを探し出す旅に出発する。
モデルは新選組の副長・土方歳三。
相馬 主計（そうま かずえ）
声 - 新垣樽助
新撰組隊士。好き勝手ばかりする他の隊士に振り回される苦労人。
土方歳三が居ない時に副隊長として指揮をとろうとするが、誰も言うことを聞かない。
クラークに敗れ重傷を負うも最終決戦に参加、土方を庇い消滅するも、最後に蘇る。
モデルは新選組最後の隊長（または局長）といわれる相馬主計。
市村 鉄之助（いちむら てつのすけ）
声 - 内藤有海
新撰組隊士。最年少で、とても負けん気が強く生意気。
自分は一人前と思っているが、すぐ子供扱いしてくる他の隊士にイライラしている。
最終決戦で土方を庇い消滅するも、最後に蘇る。
モデルは新選組で土方の小姓を務めた市村鉄之助。
中島 登（なかじま のぼり）
声 - 南雲大輔
新撰組隊士。ものすごくドジで短絡的。仕事では隠密行動をすることが多いが、何かしら失敗して帰ってくるのがお約束になっている。
可愛い物が大好きなオトメン気質。趣味はガーデニング。怒り上戸で、酔っ払うと誰彼かまわず怒鳴り散らす。
最終決戦で土方を庇い消滅するも、最後に蘇る。
モデルは新選組伍長の中島登。
島田 魁（しまだ かい）
声 - 宮本克哉
新撰組隊士。最年長で、強面で威圧的な風貌の巨漢だが、気は優しく力持ち。極度の甘党で、スイーツが絡むと見境がなくなる。
他の隊士のことは弟のように思っているが、他の隊士からはお父さん的に見られている。脱ぎ上戸で、酔っ払うと筋肉を見せるために延々とポージングを続ける。
最終決戦で土方を庇い消滅するも、最後に蘇る。
モデルは新選組二番組伍長にして、守衛新選組隊長を務めた島田魁。
屯田兵
新撰組の部下たちで、屯田兵の姿をしたアンデッド。皆同じ顔をした、呼ばれればどこからともなく大量に現れる謎の兵隊。基本的に個体差や表情の変化は少ないが、血液型別の性格では多少差異がある。基本的には勤勉で、新撰組の命令にも忠実だが、彼らより立場が上の存在が登場すると、そちらの命令を優先させる。
札幌時計台から出現したアナザーアンデッドは黄色いマフラーに黄色い手袋と長靴を着けている。新撰組の手下ではない屯田兵も存在することから、エクソシスト達は新撰組とは別に北海道侵略の黒幕がいると推測している。

### その他
男女のカップル
声 - 西山宏太朗、大井麻利衣
1話に登場した。最終話でも姿だけ登場。アンデッドに襲われるがエクソシストに救われる。
アンデッド課の職員
声 - 西山宏太朗
エクソシストの部下であり三人居る。全員、覆面を被っている。BASICプログラムのコンピュータで解析を続けている。
とうきびワゴンのおばさん
声 - 大井麻利衣
2話、3話に登場。フランチェスカたちの食べたとうきびの代金をエクソシストに請求する。
ガードマン
3話に登場。土方にタワーから降りてくるよう注意した。
母子連れ
3話に登場。土方に興味を示す子供とそれを注意する母親。
幽霊電車
声（アナウンス） - 大井麻利衣
5話に登場。札幌市電M100形電車の形をした電車型アンデッド。乗せた者を地獄まで連れて行くという。
宇宙人
5話のフランチェスカの回想にのみ登場。いわゆるグレイタイプ、マントと肩当てを着けているフランチェスカにUFOの操縦を指導していた。
近藤勇
6話の土方の回想シーンに登場。声もなく背中向きで顔は映らなかったがもの言いたげに口を動かしていた。土方によると「大丈夫か」と言ったらしい。
ウェイトレス
声 - 大井麻利衣
7話で土方に誘惑されて時計台の場所を教える。
精霊
10話で登場。釧路湿原に暮らす精霊達。青いオス個体、ピンクのメス個体が大量にいる。超古代の北海道弁で「シバレルネ」としか話せない。タンチョウの卵かと思い、フランチェスカの頭の中で育てた卵が実は精霊の卵であり、卵が孵化した後で親の元に返した。
北海道神宮の神主
11、12話で登場。大いなる力の秘密を知っていて、エクソシストに教えるように責められるが口を割らなかった。
二人の巫女さん
声 - 大井麻利衣
11、12話で登場。大いなる力の謎を土方に問われるがままに教えた。
白熊
11、12話で登場。オーバーオール状の服を着た白熊。三人の小野さんの中でどの小野さんが欲しいかフランチェスカに選ばせて北海道を守る大いなる力を彼女に教えた。
三人の小野さんたち
11、12話で登場。金の小野さん、銀の小野さん、普通の小野さんの三人の小野さんがいて、白熊と行動を共にしている。
羆
11話で登場。大いなる力を土方にふさわしいと判断し渡した。
源 義経（みなもとの よしつね）
声 - 日野聡
13話で登場。800年前にフランチェスカに助けられたイケメン武将。彼女の危機を感じ取り、恩返しのため復活した。フランチェスカが持つハート型の指輪は彼が渡したもの。
モデルは源義経。作中の「戦死したのは影武者で、北海道から更にモンゴルまで逃げ延びた」という設定は、義経北方伝説を元にしている。
源 頼朝（みなもとの よりとも）
13話で1シーン、姿だけ登場したにすぎなかったが。ラジオ番組、フランチェスカナイトのコーナー「16小節のUNDEAD SONG」での義経の手紙で黒幕らしき人物と何度も会い続けて怪しげな動きを見せていたことが語られた。
ガイド
声 - 大井麻利衣
14話に登場。フランチェスカ一向と土方の銅像の写真を撮った。
奈良 ヘイ吉（なら へいきち）
声 - 川田紳司
15話に登場。屯田兵アンデッドだが、訓練中に頭を打ったことで生前の記憶を思い出し、家族のもとに帰るために脱走する。妻・ヘイ子（声 - 内藤有海）と息子・ヘイ太郎（声 -  大井麻利衣）は彼が屯田兵になる時に「黄色い手ぬぐいを乾してずっと待っている」と言った事を思い出し、夕張の家に帰りたいと願う。
なお、彼が登場した回のみ、屯田兵の顔はマスクだという設定になっている。ちなみに元ネタは「奈良さん」というハートビットの広報担当が大仏マスクを被って北海道のテレビ番組に出演しフランチェスカを宣伝した件によるもの。
トッシー
16話に登場。洞爺湖のUMA。何でも飲み込んでしまうわけではなく洞爺湖にとってゴミとなるものを飲み込んでいるらしい。
エスポワール船長とその部下
16話に登場。洞爺湖の遊覧船エスポワールの船長、トッシーをライバル視し、いずれは決着を付けようとしている。その部下は常識的な人物で「この船はただの遊覧船で武装もなくトッシーと戦う事などできない」とたしなめる。洞爺湖を漂流していたフランチェスカたちを救出した。
うどん屋の店員
17話に登場。フランチェスカたちに手延べ麺を持ってくる。下記のようにタイアップ企画でありモデルになった店がある。
貴婦人
声 - 大井麻利衣
18話に登場。クラークと会話したが、クラークの発言に恐怖し、兵士を呼ぶ。
ナンマラシバレネェ王国兵士
声 - 西山宏太朗
18話に登場。ナンマラシバレルネェ王国を守る兵士たちでフランチェスカ一向の乗った車を追いかけたり、石川啄木に眠らされたりした。
老家臣
声 - 池添朋文
18話、23話に登場。ナンマラシバレルネェ王国の家臣。一時復活した城でフランチェスカに再会するが何者かに操られていた。実際はフランチェスカに対してなみなみならぬ厚い信頼と愛情を持ち、黒幕に対して「決してお前の思い通りにはならぬ。見るがいいフランチェスカ様の心の強さを」と強く反駁する。
女の子二人組
声 - 大井麻利衣
19話に登場。ハッピーフラワーとはなにであるか小奴に偶然教えた。
新篠津のどぶろくコーナーの店員
声 - 西山宏太朗
20話に登場。島田にどぶろく代金を踏み倒されそうになるが新渡戸に「アンデッド課のエクソシストにツケとけ」と言われ事なきを得る。
女性観光客三人組
声 - 大井麻利衣
20話に登場。旧島松駅逓所で妖精を捕まえて相馬のイケメンぶりに喜んで渡した。
北広島でフラン犬と対峙した屯田兵
20話に登場。鋭いチョップ攻撃をするが、フラン犬との対決で何故かうどんを作らされて店を開いた。
国王
声 - 大川透
23話に登場。姿のみ2・4・18話にも登場していた。超・超古代北海道文明ナンマラシバレルネェ王国国王でフランチェスカの父親。左目に眼帯をしている。フランチェスカへの愛情と期待は強い。フランチェスカの回想シーンに彼ら国王夫妻らしき人物が飛行船に乗り込み、その飛行船が大爆発を起こすものが数回あるが詳細は不明。
王妃
声 - 大井麻利衣
23話に登場。姿のみ2・4・15・18話にも登場していた。ナンマラシバレルネェ王国王妃でフランチェスカの母親。フランチェスカに強い愛情を持つ。
神官
声 - 田野アサミ
23話に登場。ナンバラシバレルネェ王国の神官で儀式を行いフランチェスカの悪しき力を封印し妖精を解き放った。どういうわけかエクソシストそっくりである。
黒幕
23話に登場。14・24話にも姿を見せていた。フランチェスカやアンデッドを復活させた影の黒幕。アナザー屯田兵を操ったり、謎の雷を発して脳を持つフランチェスカを攻撃したりした。最終展開では闇色のフランチェスカを復活させ、アンデッドたちを全滅寸前まで追い詰めた。絶命寸前の土方の生前にも登場し「やはりお前だったのか?」などと言われ、土方の知っている人物だと思われる。最後まで一言も発せず、目的も正体も明かされなかった。
ラジオドラマでも暗躍していたが、啄木に黒幕の正体を尋ねられた百年前のフランチェスカは何故か黒幕の正体を「その話はまたのちほど」とはぐらかした。
屯田兵の親玉
ラジオドラマに登場、事実上、ラジオドラマのラスボス。おそらくは謎の黒幕の手下と思われる。普通の屯田兵がかつて北海道神宮で土方が謎の力に飲み込まれた状態のような姿と武装をしている。戦闘力は非常に高く、手に持ったシャケでフラン犬のビームを跳ね返すなど、フラン犬の鎧でパワーアップしたフランチェスカをも危機に陥れるが、脳を復活させたフランチェスカには敵わず倒される。

## コラボレーション
- 札幌テレビ「ジョシスタ」にて2013年に「ジョシスタランキング」コーナーのナビゲーターを担当。
- 札幌市のタクシー会社・長栄交通にて、2012年12月から2013年8月まで痛タクを運行。[3][4]
- 札幌市の製菓会社・ほんまより月寒あんぱん、野菜クッキー、新篠津どぶろくプリンを発売。[5]
- 岩見沢市の前野米穀店より、株式会社neethの「きたベジ」を通じてフランチェスカ米ゆめぴりかを発売。[6]
- 2014年2月末より、石狩振興局の公式PRキャラクターに認定[7]。
- 札幌市の製粉会社・坂口製粉所より黒豆きなこ、こがしきなこウエハースを発売。[5]
- 札幌市の雑貨店・香舞喜やより、ドリップコーヒー「フランチェスカのしあわせCoffee」を発売[8]。
- Toon Boom Harmony日本語版の個人購入者・アカデミック版購入者に、テレビアニメ版フランチェスカの素材データをプレゼントする[9]。
- ソニー企業のスマートフォン向けアニメ聖地巡礼アプリ「舞台めぐり」に2016年7月収録、石狩振興局内の観光情報の閲覧やAR撮影機能が可能となっている[10]。

## テレビアニメ
2014年1月にテレビアニメ化が発表され、同年7月から12月まで北海道文化放送で、15分枠で放送された。カナダ製アニメーション制作ソフトウェア「TOON BOOM」を用いて制作された日本初のテレビアニメとなる。キャッチコピーは「北海道発!アンデッド系アイドル登場!」。
第4話までは、冒頭に実写パート『francescaの謎を追え!』（出演：大柴留美〈演 - Luu.〉）が挿入された。（ただしBD・DVDならび再放送では削除）なおイベントでのスタッフの弁によると実写は12話分まで製作されたという。

### スタッフ
- 原作 - 熊谷仁志、畑木麻友華
- 監督・シリーズディレクター - 熊谷仁志、矢野雄一郎
- メインライター - 竹内利光
- Vコンテ - 本野善次郎
- 作画監督 - 熊谷仁志
- 音楽制作 - ROCKMAN
- 音楽 - 高梨康治、片山修志（Team-MAX）
- 音響効果 - 今野康之
- プロデューサー - 熊谷仁志、杉本伸
- アシスタントプロデューサー - 岡田卓也、杉山宗一郎
- アニメーションプロデューサー - 伊東耕平
- アニメーション制作 - ハートビット、テレコム・アニメーションフィルム
- 製作 - フランチェスカ製作委員会（ハートビット、アミューズ、北海道文化放送、バンダイナムコゲームス、ポニーキャニオン、テイチクエンタテインメント、第一興商、北海道Azmacy）

### 主題歌
エンディングテーマ「囁きは"Crescendo"」
作詞 - こだまさおり / 作曲・編曲 - 川田瑠夏 / 歌 - 牧野由依

### 各話リスト
| 話数   | サブタイトル                       | シナリオ | 絵コンテ   | 本放送日      |
| ------ | ---------------------------------- | -------- | ---------- | ------------- |
| 第1話  | よみがえっちゃいマスカ？           | 竹内利光 | 矢野雄一郎 | 2014年 7月7日 |
| 第2話  | 新撰組お目覚めデスカ？             | 竹内利光 | 矢野雄一郎 | 7月14日       |
| 第3話  | EZO共和国って何デスカ？            | 森江美咲 | 富沢信押   | 7月21日       |
| 第4話  | 土方さんは強敵デスカ？             | 竹内利光 | 矢野雄一郎 | 7月28日       |
| 第5話  | 幽霊電車は貸し切りデスカ？         | 竹内利光 | 富沢信雄   | 8月4日        |
| 第6話  | ラーメン対決いかがデスカ？         | 森江美咲 | 矢野雄一郎 | 8月11日       |
| 第7話  | 時計台が変デスカ？                 | 竹内利光 | 富沢信雄   | 8月18日       |
| 第8話  | 新撰組もいろいろ大変デスカ？       | 森江美咲 | 矢野雄一郎 | 8月25日       |
| 第9話  | 小樽運河で決闘デスカ？             | 竹内利光 | 富沢信雄   | 9月1日        |
| 第10話 | 釧路湿原はシバレマスカ？           | 竹内利光 | 富沢信雄   | 9月8日        |
| 第11話 | 大いなる力って何デスカ？           | 竹内利光 | 富沢信雄   | 9月15日       |
| 第12話 | フランチェスカは永久に不滅デスカ？ | 竹内利光 | 富沢信雄   | 9月22日       |
| 第13話 | 伝説の武者、見参デスカ？           | 加藤還一 | 小山田桂子 | 9月29日       |
| 第14話 | 五稜郭って何角形デスカ？           | 森江美咲 | 門司港一   | 10月6日       |
| 第15話 | 屯田兵が主役デスカ？               | 加藤還一 | 小山田桂子 | 10月13日      |
| 第16話 | 洞爺湖には、いるんデスカ？         | 竹内利光 | 富沢信雄   | 10月20日      |
| 第17話 | やっぱり温泉回は必要デスカ？       | 森江美咲 | 富沢信雄   | 10月27日      |
| 第18話 | ここはどなたのお城デスカ？         | 竹内利光 | 小山田桂子 | 11月3日       |
| 第19話 | 7つの欠けらはどこデスカ？          | 森江美咲 | 富沢信雄   | 11月10日      |
| 第20話 | ワタシのハート 埋まりマスカ？      | 加藤還一 | 富沢信雄   | 11月17日      |
| 第21話 | 完全体はDO〜デスカ？               | 加藤還一 | 富沢信雄   | 11月24日      |
| 第22話 | 凶暴な彼女の復活デスカ？           | 森江美咲 | 富沢信雄   | 12月1日       |
| 第23話 | フランチェスカは悪い子デスカ？     | 竹内利光 | 富沢信雄   | 12月8日       |
| 第24話 | ワタシ達の戦いはこれからデスカ？   | 竹内利光 | 富沢信雄   | 12月15日      |

### アニメ化以前との相違点
- 主人公・フランチェスカに関しての要素の省略・変更
  - 当初ゾンビとして扱われていたが、アンデッドとされフランケンシュタインの怪物の要素も取り入れられた。
  - 歌って踊れるアイドルという設定があったが、アイドル的な描写が登場しない。
  - 基本的には何も考えていないとか、暗くて重い記憶があるが脳がないので気にしてないという設定があったが、事態の推移に悩んだり、過去の記憶をかなり気にする描写がある。
  - 普通の人間には不可能な動きもできる、無理な動きをすると体がバラバラになるという設定があったが、腕が取れるのみしか描写されなかった。
  - いつも腹ペコで、食べ物が目の前にあると我慢できないとあるが、やや食いしん坊ではあるものの極端ではなく、21話では目の前のご馳走よりも異次元ゲートの調査のほうを優先させている。
  - 異常に早口な喋りも可能とされているが、早口は予告編のナレーションのみで本編ではやや変則的文法ではあるものの主に敬語を使ったゆっくりとした高貴な話し方をする。
    - なお、予告編は各キャラの口調、性格、思考も微妙に異なり、22話予告で消えている筈のフランチェスカが登場して仲間達が倒れ消え行く悲惨な状況を陽気に語ったり、23話予告で敵対している闇色のフランチェスカがエクソシストの読む視聴者からの相談の手紙に答えるなど本編とは必ずしも繋がらない。

  - フランチェスカアニメが始まる一年前に作られたキャラクターソング「Hungry Zombie Francesca!!」 がアニメ版、特に後期のフランチェスカの設定および性格、イメージに合ってない部分が多い。

- エクソシストに関しての要素の省略・変更
  - エクソシストがフラン犬を苦手としなくなっている。
  - フランチェスカを無意味に追い回して攻撃したりしない。
  - 武器が100tの刻印のあるハンマーから、対アンデッド仕様のガトリングガンに変更。それを入れる場所が「Hungry Zombie Francesca!!」PVに出てきた棺桶である。
    - その棺桶を雪上走行も可能な半装軌車のような乗り物に変形させて移動する。

  - アンデッド対策課課長として北海道庁の役人となっている。

- その他
  - フラン犬が無意味にフランチェスカやエクソシストに噛み付いてスキンシップをはかったりはしない。
  - 土方の妙な語尾が途中でなくなった。ただしこれは本編でもセルフパロディとしても描写されていた。
  - 小奴の「腹黒設定」が描写されていない。なお、ラジオドラマでは啄木にあっさり捨てられたり、いとも簡単に騙されて全ての重作業をさせられるような素直で騙されやすい様が描かれ「腹黒」とは正反対のキャラになっている。
  - 相馬主計の「土方歳三が居ない時に副隊長として指揮をとろうとするが、誰も言うことを聞かない」とあるがそのような描写がない。
  - なおフランチェスカの生みの親であり当初からのコンテンツ製作の中心であった人物がアニメ版でもほぼ全権を持って製作に携わっておりアニメ版「フランチェスカ」の設定は独自設定ではなく公式である。

### 作中に登場する主な名所
- 札幌市
  - 北海道庁旧本庁舎
    - エクソシストが所属する北海道生活安全怨霊撲滅課・通称アンデッド対策課の本部が存在する。

  - さっぽろ羊ヶ丘展望台
    - クラーク博士が普段鎮座している場所。

  - 大通公園
  - 札幌駅
  - さっぽろテレビ塔
  - 札幌市電・M100形電車（第5話）
  - 札幌時計台（第7話）
  - 札幌観光幌馬車
  - 北海道神宮（第12話）
  - 札幌市円山動物園（第11話）
- 函館市
  - 立待岬（第1話）
  - 碧血碑（第2話）
    - この内部に新撰組が眠っていた。

  - 開陽丸
    - 新撰組が乗船し、アジトとして使用している。復元された資料館は檜山郡江差町にある。

  - 五稜郭・五稜郭タワー（第14話）
    - 旧塔解体前の新旧並設時の状態になっている。
- 羊蹄山（第1話）
  - 山頂にフランチェスカが封印されていた。
- 小樽市（第9話）
  - 忍路環状列石
  - 小樽駅
  - 小樽運河
  - ウイングベイ小樽
- 釧路市（第10話）
  - 釧路湿原・釧路市湿原展望台
- 稚内市（第13話）
  - 宗谷岬（日本最北端の地の碑 & 間宮林蔵像）
  - あけぼの像
  - 稚内港北防波堤ドーム
- 夕張市（第15話）
  - 夕張駅
    - 2009年改修前の白壁。

  - 夕張メロン畑
- 虻田郡洞爺湖町（第16話）
  - 洞爺湖汽船エスポワール
  - 洞爺湖・中島
- 上川郡下川町（第17話）
  - 五味温泉
  - 下川手延べうどんの店
    - モデルは『しもかわ手延べめん 創作料理みなみ』（移店前[11]）。作中登場の店員は下川町手延べうどんPRポスターにも描かれている[12]。
- 登別市（第17話）
  - 登別温泉
  - 歓迎鬼像（道央道登別東IC前）
- 積丹郡積丹町（美国）（第18話）
  - 黄金岬・宝島 / 黄金岬展望台
- 石狩郡当別町（第19話・第20話）
  - スウェーデンヒルズ
フランチェスカと土方歳三がフランチェスカの欠片を回収しに向かった。
- 石狩市厚田区（第19話）
  - 厚田公園展望台・恋人の聖地
エクソシストと石川啄木がフランチェスカの欠片を回収しに向かった。
- 千歳市（第19話）
  - 新千歳空港
橘智恵子と市村鉄之助がフランチェスカの欠片を回収しに向かった。
- 恵庭市（第19話）
小奴と中島登がフランチェスカの欠片を回収しに向かった。
- 石狩郡新篠津村（第20話）
  - 道の駅しんしのつ
新渡戸稲造と島田魁がフランチェスカの欠片を回収しに向かった。
- 北広島市（第20話）
  - 旧島松駅逓所 / クラーク博士記念碑
クラークと相馬主計がフランチェスカの欠片を回収しに向かった。
- 江別市（第20話）
  - 江別市ガラス工芸館
フラン犬と屯田兵がフランチェスカの欠片を回収しに向かった。

### 放送局
| 放送地域 | 放送局             | 放送期間                 | 放送日時                     | 放送系列       | 備考                |
| -------- | ------------------ | ------------------------ | ---------------------------- | -------------- | ------------------- |
| 北海道   | 北海道文化放送     | 2014年7月7日 - 12月15日  | 月曜 1:15 - 1:30（日曜深夜） | フジテレビ系列 | 製作委員会参加      |
| 北海道   | 北海道文化放送     | 2015年4月12日 - 6月28日  | 月曜 1:35 - 2:05（日曜深夜） | フジテレビ系列 | 再放送・2話ずつ放送 |
| 日本全域 | ニコニコチャンネル | 2014年7月13日 - 12月21日 | 日曜 0:00 更新               | ネット配信     | 1話、最新話無料     |
| 日本全域 | ニコニコ生放送     | 2014年7月13日 - 12月21日 | 日曜 23:30 - 23:45           | ネット配信     |                     |
| 神奈川県 | tvk                | 2015年1月11日 - 3月29日  | 日曜 1:00 - 1:30（土曜深夜） | 独立局         | 2話ずつ放送         |
| 長野県   | 長野放送           | 2015年4月11日 - 6月27日  | 土曜 5:30 - 6:00             | フジテレビ系列 | 2話ずつ放送         |

### BD-BOX / DVD-BOX
2015年4月15日、BD-BOX (PCXG-60065) とDVD-BOX (PCBG-61616) が発売された。

## ラジオ

### フランチェスカラジオ
エフエム北海道『AV Music Channel』内にて2014年4月19日から12月20日まで放送されたコーナー。正式名称は、フランチェスカラジオ supported by AV Music Channel。フランチェスカ関連情報の発信やアニメ版フランチェスカの裏話、声優や関係者のインタビューを展開した。パーソナリティは井澤佳の実、工藤沙貴。各週の放送内容は、フランチェスカ公式Google+・Facebookに掲載された。
コーナー
- エアー食レポ
  - 井澤と工藤がエアーでグルメレポートをする。
- エアーアドリブ
  - 井澤と工藤がお題に合わせてアドリブの演技をする。「エアー食レポ」コーナーから派生した。
- 智恵子先生のお悩み相談室
  - リスナーからの悩みメッセージを井澤演じる橘千恵子が答える。2014年9月13日開始。
- クイズ!ここは一体どこデスカ??
  - 工藤がアニメ版に登場した道内の名所からランダムで場所当てクイズを出題し、井澤とリスナーが答えるクイズコーナー。2014年11月22日開始。

ゲスト
- 6月14日 竹内紀仁（長栄交通）
- 6月28日 牧野由依
- 7月12日 竹内利光（アニメ版メインシナリオライター）
- 7月19日 杉山紀彰
- 8月2日 田野アサミ
- 8月16日 浦山迅
- 8月23日 新垣樽助
- 8月30日 高橋広樹
- 9月13日 浜田賢二
- 9月27日 宮本克哉、新垣樽助
- 10月11日 内藤有海、南雲大輔
- 10月18日 飯塚康一(アニメ版音響監督)、今野康之(アニメ版音響効果)
- 10月25日 牧野由依
- 11月1日 池添朋文、大井麻利衣、西山宏太朗
- 11月8日 矢野雄一郎(アニメ版ディレクター)、伊東耕平(アニメ版プロデューサー)・熊谷仁志(アニメ版原作・ディレクター・プロデューサー)

### フランチェスカナイト
FM NORTH WAVEにて、2015年2月2日から2016年1月26日まで放送。パーソナリティは「フランチェスカラジオ」に引き続き井澤佳の実、工藤沙貴。井澤と工藤の女子トークやアニメの裏話のほか、フランチェスカ本編の番外編となるラジオドラマも展開される。各週の放送内容はフランチェスカラジオ同様に作品公式Google+・Facebookに掲載された。
放送時間
- 月曜24:30 - 25:00(火曜0:30 - 1:00)

番組終了時のコーナー
- 週刊ららぶ
  - 架空の旅行雑誌「週刊ららぶ」に登場しそうな北海道の面白スポットや珍しい食べ物の情報を募集・紹介する。
- ナンマラシバレルネェ王国広辞苑
  - 北海道に住んでいる人なら共感できるあるあるネタを募集・紹介する。
- こんなフランチェスカはいやだ
  - もしもこんなフランチェスカだったら嫌だ!というネタを募集するコーナー。
- 二期への道
  - アニメ二期で起こりそうなストーリーや登場しそうな舞台の予想を募集・紹介する。
    - 番組当初から実施頻度は低い。
- フランチェスカナイト告知のお時間
  - フランチェスカに関する情報やグッズの情報を紹介する。コーナーの最後にはその週に紹介されたグッズを題材に工藤沙貴が五・七・五の川柳を詠みあげる。
- サイコロふります!
  - その週のメッセージ採用者に、全14種類のキャラクターステッカーのうちサイコロを振って出た1枚のステッカーをプレゼントする。BGM紹介コーナーで取り上げられた曲をBGMにサイコロ抽選を行う。
    - なお、その確率の偏りようは相当なもので、二回連続でエクソシストが出たり、四回連続で一番のハズレとも言える屯田兵が出るハプニングがあった。
    - 公開収録の目撃証言によると抽選に使われる多面体サイコロは屯田兵だけが多く描かれており、屯田兵が出やすい仕様である。
    - 屯田兵のステッカーを10枚集めた人は、さらに何かのステッカー1枚プレゼントと井澤、工藤に宣言されている。
    - 2015年10月19日からは屯田兵ステッカーの在庫が僅かになったため、屯田兵の目が出た場合に収録前にあみだくじで決められたいずれか一つの別キャラクターがプレゼントされる「屯田兵スペシャルチャンス」が行われた。
- 次回!○○しちゃうんデスカ!?
  - アニメ「フランチェスカ」の次回予告のような嘘予告コメント文を募集するネタコーナー。2015年5月4日開始。
- 歌詞つけちゃいマスカ?
  - フランチェスカテレビアニメ版のインストゥルメンタルのオープニングテーマに歌詞をつけるネタコーナー。2015年6月30日開始。
- いしかり魅力発信!!
  - フランチェスカのアニメサイト・公式Facebook・Google+にて「いしかり魅力発信」のタイトルで掲載された石狩振興局管内の観光情報を紹介するコーナー。2015年12月25日開始。

過去のコーナー
- フランチェスカのアニメシリーズを振り返ろう
  - 2014年下半期に放送されたフランチェスカテレビアニメ版を振り返るトークコーナー。2015年2月2日に前半1 - 12話が、2月9日に後半13 - 24話が振り返られた。
- ラジオドラマ「フランチェスカ」
  - 石川啄木を主役としたフランチェスカのスピンオフラジオドラマ。アニメ版BD・DVDBOX特典のドラマCD本編の先行公開となり、その後新規エピソード1話とキャストコメントを収録した2枚組CDを2015年10月17・18日のJR琴似駅近辺の商業施設・コルテナでのイベント「コルテナオータムカーニバル」で先行販売の後2015年12月29日に発売。2015年2月16日開始、2015年4月27日終了。
  - 各話リスト
    - 第1話「二ヶ月ぶりの再会デスカ！？」2015年2月16日
    - 第2話「啄木と智恵子の出会いデスカ！？」2015年2月23日
    - 第3話「タッさんって誰デスカ！？」2015年3月2日
    - 第4話「またいとこの義理の弟のお嫁さんのお姉さんデスカ！？」2015年3月9日
    - 第5話「過去の智恵子は元気デスカ！？」2015年3月16日
    - 第6話「ストーンサークルは何型デスカ！？」2015年3月30日
    - 第7話「揉むと温かくなる四角い袋って何デスカ！？」2015年4月6日
    - 第8話「これにてお別れデスカ！？」2015年4月13日
    - 第9話「三人一緒じゃ駄目デスカ！？（最終回）」2015年4月20日
    - ラジオドラマ全キャストコメント　2015年4月27日（BD・DVD特典未収録）
- 16小節のUNDEAD SONG
  - フランチェスカに登場するキャラクターからキャラクターへ手紙を送るコーナー。2015年5月4日開始。
  - 放送リスト
    - 1回目「クラークからフランチェスカへ」2015年5月4日
    - 2回目「新渡戸稲造からフランチェスカへ」2015年5月11日
    - 3回目「土方歳三からフランチェスカへ」2015年5月18日
    - 4回目「相馬主計からフランチェスカへ」2015年5月25日
    - 5回目「島田魁からフランチェスカへ」2015年6月1日
    - 6回目「中島登からフランチェスカへ」2015年6月8日
    - 7回目「市村鉄之助からフランチェスカへ」2015年6月15日
    - 8回目「源義経からフランチェスカへ」2015年6月22日
    - 9回目「石川啄木からフランチェスカへ」2015年7月6日
    - 10回目「小奴からフランチェスカへ」2015年7月13日
    - 11回目「橘智恵子からフランチェスカへ」2015年7月20日
    - 最終回「エクソシストからフランチェスカへ」2015年7月27日
- BGM紹介
  - アニメ版で使用されていたBGMとその使用シーンを毎回1曲紹介する。番組当初から3月23日の公開収録回を除き8月31日まで実施。
  - 放送リスト
    - 1曲目「アニメOPフルバージョン」2015年2月2日
    - 2曲目「第一話の啄木の登場シーンと覚醒フランチェスカで使われたBGM」2015年2月9日
    - 3曲目「過去回想シーンで使われたBGM」2015年2月16日
    - 4曲目「のどかなシーンで使われたBGM」2015年2月23日
    - 5曲目「完全に邪神と化した土方とフランチェスカが対峙するシーンで使われたBGM」2015年3月2日
    - 6曲目「最終回で最後の決着をつけるためにクラーク、稲造、エクソシストらと別れのシーンで使われたBGM」2015年3月9日
    - 7曲目「EZOの掛け声のあるシーンで使われたBGM」2015年3月16日
    - 8曲目「智恵子が新撰組に説教するシーンで使われたBGM」2015年3月30日
    - 9曲目「ツンツン電車でツンツンのシーンで使われているBGM」2015年4月6日
    - 10曲目「フランチェスカ幼少期振り返りシーンに使われているBGM」2015年4月13日
    - 11曲目「エクソシスト調査報告BGM」2015年4月20日
    - 12曲目「稲造の頭にとうもろこしが刺さるシーンで使われたBGM」2015年4月27日
    - 13曲目「エクソシストがガトリングを打つ時に流れるBGM」2015年5月4日
    - 14曲目「フランチェスカと土方が初めて戦ったシーンで使われたBGM」2015年5月11日
    - 15曲目「天使クラークが降臨したシーンで使われたBGM」2015年5月18日
    - 16曲目「中島が土方の絵を書いているシーンで使われたBGM」(9曲目と同曲)2015年5月25日
    - 17曲目「奈良さんの回想シーンで使われたBGM」2015年6月1日
    - 18曲目「義経の雪の中での回想シーンに使われたBGM」2015年6月8日
    - 19曲目「最終話ゴスフランチェスカの猛攻シーンで使われたBGM」2015年6月15日
    - 20曲目「美国で橋がかかるシーンで使われたBGM」2015年6月22日
    - 21曲目「アニメOPフルバージョン」」(1曲目と同曲)2015年6月29日
    - 22曲目「小樽で土方が船酔いしているシーンで使われたBGM」2015年7月6日
    - 23曲目「新撰組がテレビ塔から登場するシーンで使われたBGM」2015年7月13日
    - 23曲目「五稜郭でアナザー屯田兵たちを返り討ちにしたシーンで使われたBGM」2015年7月20日
    - 24曲目「生まれたばかりのフランチェスカを国王が抱き上げるシーンで使われたBGM」2015年7月27日
    - 25曲目「フランチェスカのほんの少し元気すぎる力を封印するシーンで使われたBGM」2015年8月3日
    - 26曲目「クラーク初登場「稲造よ聞こえるか」のシーンで使われたBGM」2015年8月10日
    - 27曲目「「お前は悪い子なんかじゃない」のシーンで使われたBGM」2015年8月17日
    - 28曲目「勘違い土方、フランチェスカから北海道を守る為、超鬼モードに変身するシーンで使われたBGM」2015年8月24日
    - 29曲目「北海道生活安全怨霊撲滅課、「東室蘭にアンデッド反応アリ！」のシーンで使われたBGM」2015年8月31日
- フランチェスカコラボ商品デスカ?
  - フランチェスカをモチーフにしたコラボ商品を製造・販売するメーカーや店舗の関係者をゲストに招き、フランチェスカ商品に関する秘話や裏話を聞くコーナー。2015年8月3日開始。
出演ゲスト
    - 8月3日 野口裕(坂口製粉所 商品：黒豆きなこ、こがしきなこウエハース)
    - 8月10日 関努(小樽アニメニクス フランチェスカグッズ取扱店)
    - 8月17日 宮本達也・中村一功（トーシン札幌支店 商品：ストラップガチャガチャ)
    - 8月24日 正城浩士(香舞喜や 商品：フランチェスカのしあわせコーヒー)
    - 8月31日 中村一裕(カナリヤ 商品：衣装パターン型紙)
    - 9月7日 鳥本優至(日本郵便札幌青葉郵便局 商品：フレーム切手)
    - 9月14日 清水拓雄(キョーワ 商品：缶バッジ、Tシャツ、ミニタオル他)
    - 9月21日 木村真澄（キムラ・アート・プランニング　商品：塗り絵付きノート）
    - 10月5日 本間幹英（ほんま 商品：月寒あんぱん、野菜クッキー）
- 自販機置いちゃうんですか?!
  - フランチェスカラッピング仕様のアサヒ飲料自動販売機を北海道中に広める期間限定コーナー。北海道地図でフランチェスカ自販機が設置された市町村を紫に塗っていく。また、コーナーの初めにはフランチェスカ自販機で救われたストーリーのミニドラマが挿入される。自販機設置希望の問い合わせ・応募はテレビアニメ版ホームページの特設フォームから受け付ける。2015年9月7日から11月27日に実施。コーナー終了後も自販機設置希望フォームはアニメ版ホームページ閉鎖まで設置されていた。

イベント
- キタアニ公開録音(2015年3月14日)
  - ノルベサ3階イベントスペースでの北海道デジタルアニメコンテスト「キタアニ」授賞式イベントにて、工藤沙貴とゲストのフランチェスカ役声優・牧野由依で公開録音を行う。公録の模様は2015年3月23日に放送された。
- 公開録音@プラボ札幌店inエスタ(2015年6月20日)
  - 2015年6月12日 - 30日に札幌エスタ9階ナムコワンダーパークで開催される「フランチェスカ キャラポップストア」イベントの一環として、ナムコワンダーパークプラボ札幌店にて公開録音やビンゴ大会を開催。公録の模様は2015年6月29日に放送された。